# Vương Kỵ
Vương Kỵ (tiếng Trung Quốc:王騎), là nhân vật trong tác phẩm manga "Kingdom" của tác giả Hara Yasuhisa, lấy ý tưởng từ ghi chép về nhân vật Vương Ỷ trong Sử ký Tư Mã Thiên. Trong manga, Vương Kỵ là thành viên của gia tộc họ Vương, một trong số các đại tướng quân Tần Quốc. Ông là một trong sáu đại tướng quân được gọi là "Lục Đại tướng Quân" của Tần Quốc.Cùng với thanh đại đao của mình, ông đã tung hoành trên rất nhiều các trận chiến. Trên chiến trường, tên ông là nỗi ám ảnh kinh hoàng cho tướng lãnh mỗi khi nhắc đến. Tuy nhiên, sau khi Tần Chiêu Tương Vương băng hà, ông đã thoái lui và từ chối mọi việc liên quan đến triều chính của Tần Quốc.
Vương Kỵ vào phục vụ quân ngũ từ năm 13 tuổi.Trong suốt thời gian ông được đào tạo cho sự nghiệp quân ngũ của mình ở hậu phương, Liêu, một cô gái lớn lên dưới thân phận là một nô lệ cũng đã tham gia vào các khóa đào tạo quân ngũ của ông. Một lần cô ấy hỏi Vương Kỵ, ông khẳng định mình sẽ trở thành một đại tướng quân và đánh chiếm được nhiều thành trì trong tương lai. Liêu rất thích thú và cô cũng muốn trở thành một đại tướng quân giống như vậy. Chính vì thế cô nói rằng cô sẽ trở thành một đại tướng quân và sau khi chiếm được 100 thành trì sẽ lấy Vương Kỵ thành phu quân.
Trên con đường trở thành tướng quân của mình, Vương Kỵ đã nhận Liêu phục vụ dưới trướng của mình, khi mà cô vẫn còn là một thiếu nữ. Trong suốt thời gian này, họ cũng Xương Văn Quân cùng nhau chinh phục mọi chiến trường cho tới khi xảy ra trận chiến Thành Mã Ương.
" Nếu như có thể sải cánh bay,
Ông ấy sẽ xuất hiện tại bất kỳ nơi đâu, và muôn nơi đều hứng chịu sự tàn khốc đó.
Vương Kỵ được biết đến với cái tên Quái điểu của Tần quốc "
Theo lời: Ngụy Gia (Triệu Quốc)

## Câu chuyện
Trong trận chiến tại Nam An, Vương Kỵ đã được đề bạt làm tướng quân, sau đó lại được thăng lên làm đại tướng quân (Tổng tư lệnh) sau khi tướng quân Kỷ Lục hi sinh trên chiến trường.  Khi Vương Kỵ thông báo cho Xương Văn Quân về việc mình được đề bạt, ông cũng nói rõ quan điểm của mình về chốn thâm cung tàn độc, và cũng nói về sự việc một cung nữ đã có thai với Chiêu Vương. Người cung nữ này đã giao đứa con mình cho một tên lái buôn lén đem ra ngoài hoàng cung.
Sau này đứa bé có tên là Liêu, điều này đã làm Xương Văn Quân hết sức bất ngờ. Vương Kỵ tiếp tục nói rằng đứa trẻ sau này đã được nuôi nấng dưới sự bảo hộ của Vương Kỵ, vì ông ngoại của Liêu đã từng là một thân cận của cha Vương Kỵ. 
Để tránh sự nghi ngờ, Liêu buộc phải trở thành một gia nô trong phủ. Xương Văn Quân lo lắng rằng liệu Tiên Đế hay chính Liêu bây giờ biết về chuyện này nhưng Vương Kỵ đã phủ định điều này.
Sau này, Vương Kỵ đã thành công trong việc bình định chốn Nam An. Sau chiến công này, Đích thân Tần Chiêu Tương Vương đã ra đón ông nhân ngày khải hoàn. Chiêu Vương yêu cầu Liêu, một người đã đóng góp công lớn vào chiến thắng của quân đội Tần, ra gặp mặt.
Khi Chiêu Vương nhận ra Liêu chính là con gái của mình, ngay lập tức người đã ban thưởng rất hậu cho cô và những binh sĩ còn lại, sau đó ngài trở về cung sau khi yêu cầu" Vương Kỵ nói chuyện này sau
Trong khi Liêu không ngừng nỗ lực trên con đường trở thành một Đại tướng quân và chinh phục đủ một trăm thành, Vương Kỵ luôn chú ý để mắt tới tiến độ thành quả của cô.
Khi Liêu đóng quân bên ngoài thành Mã Dương, Vương Kỵ đã tới thăm cô
Vương Kỵ đã trả lời câu hỏi của Liêu vì sao ông tới đây, ông nói rằng trận chiến tiếp theo sẽ là sự liên thủ với việc ông là Phó Soái và Liêu giữ vai trò Đại Soái.
Trong khi quay lưng bước ra khỏi lều, ông đã đề cập đến rằng chỉ còn một thành ông sẽ thực hiện lời hứa để Liêu làm thê tử.

## Qua đời
Khi Triệu Quốc xâm lược nước Tần, Vương Kỵ được sắc phong làm Đại Nguyên Soái thống lĩnh toàn quân Tần chống lại quân xâm lược, thay vì Mông Vũ từ thừa tướng Lã. Điều mà không ai hay biết đó là Vương Kỵ chỉ nhậm chức vì ông muốn đối đầu với Bàng Noãn, thống lãnh của quân Triệu, và đây là trận đánh cuối cùng trong cuộc đời chinh chiến của ông.

## Trong văn hóa

### Truyện tranh
Kingdom (2006) Truyện tranh Nhật miêu tả về các trận đánh trong lịch sử của ông, nó có tính năng như là một câu chuyện bán giả tưởng cuộc đời của Vương Kỵ từ thời thơ ấu cho đến khi chết.

### Phim
Bản hùng ca thời Tần (1996)

## Truyền hình
Tần Thủy Hoàng (1986) - một bộ phim truyền hình 63 tập ghi lại những sự kiện từ khi sinh ra cho đến khi qua đời của Tần Thủy Hoàng. Nó được sản xuất bởi ATV của Hồng Kông. Ca từ của bài hát chủ đề mở tóm tắt câu chuyện như sau: "Mặt đất sẽ nằm ngay dưới chân ta; không ai sẽ ngang hàng với ta cả
Tần Thủy Hoàng (2002) - một phim truyền hình do Trung Quốc đại lục sản xuất